# Vadas Zsuzsa (énekes)
Vadas Zsuzsa (Budapest, 1926. március 6. – Budapest, 1999. július 2.) az 1940-es évek egyik népszerű táncdalénekese volt. Lakner Artúr gyermekszínházában kezdődött a pályafutása. Kezdetben komika szeretett volna lenni, de 1945 után felfedezte magának a táncdal. Hangja bársonyos, mély hangfekvésű volt.

## Életpályája
Winkler Zoltán magánhivatalnok és Krausz Mária lánya. Pályáját a New York Kávéháznál kezdte. Első házasságát is ekkor kötötte: Horváth Jenő számára írta a Gyere ülj kedves mellém című zeneszámot.
Több színházban is fellépett:
1947-ben a Művész Színházban, 1948-tól a Royal Revü Varietében, 1950-ben a Népvarietében, 1951-től 1954-ig Vidám Színpadon. 1952-ben játszott a Fővárosi Vígszínházban és a Medgyaszay Színházban is.
1959-ben a Kamara Varieté, az Artista Varieté, 1960-tól megszűnéséig a Tarka Színpad volt a munkahelye. 1962-től tizennyolc évig külföldön szerepelt (kezdetben Németországban, majd az USA-ban). Ekkoriban kötötte utolsó, negyedik házasságát Orosz János bárzongoristával. 1973-ban Los Angelesben dolgozott, és egy kiruccanás alkalmával Palm Springsben találkozott Elvis Presley-vel. Meg is hívták Magyarországra, de az egészből csak egy közös fénykép valósult meg. 
Karády Katalinnal New Yorkban találkozott; ebből a találkozásból barátság lett.
Névrokona, Vadas Zsuzsa, a Nők Lapja munkatársa készítette vele az utolsó riportot, amelyről könyvében számol be

## Fontosabb szerepei
- Mary (Halász R.: Házasság hármasban)
- Tánya (Miljutyin: Szibériai rapszódia)
- A színésznő (Rácz Gy.: Játsszunk valami mást!)

## Hangfelvételei
Hangfelvételeit kezdetben az Odeon, majd az MHV jegyezte. A T betűs lajstromjelek mind erre utalnak.
- Kék ég[6] Eredetije Irving Berlin: Blue Skies (a Jazz Singer című filmből)
- Bánk T. Géza – Szenes Iván – Rákosi János: Május volt[7]
- Milyen más lesz az ember
- Nem tehetek róla
- Schamburg Pál - Marczali Frigyes.: Az éj szemei T7014
- Postakocsi döcögött T 7127 MHV tánczenekara[8]
- Zequinha de Abreu – G. Dénes György: Tico-tico
- Horváth Jenő – G. Dénes György: Marcipán, virág és koktél
- Matvej Blantyer – Gyulai Gaál Ferenc: Úgy vártam én (eredetije: Матве́й Исаа́кович Бла́нтер–Евге́ний Аро́нович Долматовский: Моя любимая)
- Kőszegi Pál – G. Dénes György: Szitáló lágy esőben T7004
- Orosz János – Schwarba Zoltán: Fortuna ML. 19. 94/603 (Colorvox lemez)
- Már a hajnal dereng T7127
- Kay Twomey – Al Goodhardt– Al Urbano–G. Dénes György: Haragszerenád T7007 (Serenade of the Bells)
- Osvaldo Farré – G. Dénes György: Csupa könny a szobám Martiny Lajos zenekarával
- Ahogy a Rómeó a Júliát
- Breitner János – Szenes Iván: Boldog az az ember
- P.Silvers–Jimmy V. Hansen – G. Dénes György: Manci, a kis pesti lány (Nancy with the laughing face)[* 3]
- Harsányi Béla: Fürdő egyveleg (Rátonyi Róberttel)
- Horváth Jenő – Halász Rudolf: Pingvin fox
- Gordon Imre – Szenes Iván: Szerelem nélkül élni nem lehet[9]
- Allan Roberts–Doris Fisher–G. Dénes György: Élt egyszer Budán (Put the Blame on Mame)
- Vértes Henrik–Szenes Iván: Jó volna még iskolába járni Odeon, XY 547 Martiny zenekar
- Három kis aranyásó[10][* 4]
- Légy vidám (Körmendy együttes)
- Borongós délután (Orosz János együttese)
- Expess boogie T7376, Orosz együttes
- Horváth Jenő: A szabin nők elrablása:
Mások vittek rossz utakra engem
Jaj a Helén T7305
Romulus
- Breitner János – Vadas Zsuzsa: Árnyas eperfa T7004
- Breitner János: Lássuk be (kettős)[11]
- Zsoldos László – Szenes Iván: Pest felé szökik a nyár T7376, Orosz együttes[* 5]

A Hungaroton csak néhány felvételét tette közzé, teljesebb lista található a Musicart portálon.